# Водный транспорт
Водный транспорт — вид транспортa для перевозки грузов и пассажиров по водным путям.
Транспортным средством является судно.
По типу используемых акваторий подразделяется на:
- Речной транспорт (перевозки по озёрам обычно относят к речному транспорту, за исключением самых крупных озёр — таких, как Каспийское море);
- Морской транспорт.

Морские суда должны обладать мореходностью, то есть способностью не разрушаться и не тонуть при волнении; морские суда крупнее речных.
Для погрузки и выгрузки служат порты (морские и речные); для пассажиров сооружают морские и речные вокзалы.
Водный транспорт отличается высокой провозной способностью и очень низкой себестоимостью перевозок; кроме того, он позволяет перевозить почти любые крупногабаритные грузы. Далее, водный транспорт жизненно важен там, где невозможны сухопутные перевозки: между континентами, островами, а также в слабоосвоенных районах.
Важной разновидностью водного транспорта являются паромы.
Скорость движения на водном транспорте относительно невысока, поэтому в настоящее время он почти не используется для деловых пассажирских перевозок. Зато он очень популярен у туристов и вообще любителей активного отдыха. Используются и большие туристические суда, и разнообразнейшие катера, яхты и лодки.
Особый вид водного транспорта — буер — передвигается под действием силы ветра на коньках по замёрзшей поверхности воды.